# زخاريا غلوسقا
زخاريا غلوسقا (عبرية: זכריה גלוסקא؛ 1894 – 19 سبتمبر 1960) يمني يهودي وسياسي إسرائيلي شغل منصب عضو في الكنيست للجمعية اليمنية بين عامي 1949 و1951.